# 第18回全国高等学校バスケットボール選抜優勝大会
第18回全国高等学校バスケットボール選抜優勝大会（だい18かい ぜんこくこうとうがっこう―せんばつゆうしょうたいかい）は、1988年3月26日から30日まで神戸市のワールド記念ホールで開催された全国高等学校バスケットボール選抜優勝大会である。男子は能代工業が2年連続10回目、女子は名古屋短期大学付属が初優勝を達成。

## 概要
- 今大会はこの年の夏に兵庫県で開催されたインターハイ（旧選手権）のリハーサルを兼ねており、例年使われていた代々木第二体育館ではなく神戸市のワールド記念ホールでの開催となった[1]。
- この大会のみ出場校は28校。
- 当時中継していたテレビ朝日の強い要望、さらには高校卒業後も大学や実業団でプレーする有望な3年生が秋の国体で引退して以降は翌年度まで大きな大会がなく、新チームに切り替わるために練習する環境さえままならなかった当時の状況を改善してもらいたかった大学や実業団の後押しもあり、翌第19回からは従来の3月末から現在の12月末へと開催時期が移行した[1]。そのため、今大会が3月開催としては最後の大会となった。

## 出場校
| ブロック | 都道府県 | 男子                 | 男子           | 都道府県 | 女子               | 女子          |
| ブロック | 都道府県 | 出場校               | 出場回数       | 都道府県 | 出場校             | 出場回数      |
| -------- | -------- | -------------------- | -------------- | -------- | ------------------ | ------------- |
| 北海道1  | 北海道   | 東海大学第四         | 4年連続13回目  | 北海道   | 札幌香蘭女子学園   | 4年ぶり7回目  |
| 北海道2  | 北海道   | 札幌光星             | 2年ぶり2回目   | 北海道   | 札幌静修           | 4年連続10回目 |
| 東北1    | 宮城県   | 仙台第二             | 初出場         | 秋田県   | 湯沢北             | 2年連続4回目  |
| 東北2    | 宮城県   | 仙台                 | 初出場         | 秋田県   | 大曲               | 2年連続13回目 |
| 関東1    | 千葉県   | 市立船橋             | 2年連続3回目   | 神奈川県 | 富岡               | 初出場        |
| 関東2    | 茨城県   | 土浦日本大学         | 14年連続16回目 | 茨城県   | 日立女子           | 3年連続9回目  |
| 関東3    | 神奈川県 | 相模工業大学附属     | 3年連続15回目  | 栃木県   | 小山城南           | 2年連続3回目  |
| 関東4    | 群馬県   | 高崎商業             | 4年連続4回目   | 埼玉県   | 大宮東             | 初出場        |
| 関東5    | 栃木県   | 鹿沼東               | 初出場         | 群馬県   | 桐生女子           | 8年ぶり2回目  |
| 東京都1  | 東京都   | 京北                 | 18年連続18回目 | 東京都   | 明星学園           | 3年連続8回目  |
| 東京都2  | 東京都   | 國學院大學久我山     | 4年ぶり2回目   | 東京都   | 東亜学園           | 2年ぶり7回目  |
| 北陸     | 福井県   | 北陸                 | 9年連続10回目  | 福井県   | 足羽               | 6年ぶり2回目  |
| 信越     | 新潟県   | 新潟工業             | 2年連続4回目   | 長野県   | 野沢南             | 初出場        |
| 東海1    | 愛知県   | 東海工業             | 2年連続3回目   | 愛知県   | 名古屋短期大学付属 | 5年連続5回目  |
| 東海2    | 静岡県   | 興誠                 | 3年連続7回目   | 愛知県   | 星城               | 2年ぶり7回目  |
| 東海3    | 三重県   | 四日市工業           | 3年ぶり3回目   | 静岡県   | 市立沼津           | 3年ぶり3回目  |
| 近畿1    | 京都府   | 洛南                 | 3年連続13回目  | 大阪府   | 薫英               | 6年連続10回目 |
| 近畿2    | 大阪府   | 初芝                 | 3年連続7回目   | 京都府   | 明徳商業           | 4年連続4回目  |
| 近畿3    | 滋賀県   | 膳所                 | 14年ぶり4回目  | 滋賀県   | 八幡商業           | 12年ぶり2回目 |
| 兵庫県1  | 兵庫県   | 育英                 | 2年連続4回目   | 兵庫県   | 甲子園学院         | 6年連続8回目  |
| 兵庫県2  | 兵庫県   | 西脇工業             | 初出場         | 兵庫県   | 夙川学院           | 6年ぶり10回目 |
| 中国1    | 山口県   | 豊浦                 | 2年ぶり2回目   | 山口県   | 長府               | 3年連続6回目  |
| 中国2    | 岡山県   | 倉敷工業             | 12年ぶり3回目  | 広島県   | 市立広島商業       | 2年ぶり4回目  |
| 四国     | 香川県   | 高松商業             | 6年ぶり6回目   | 愛媛県   | 新居浜市立商業     | 2年連続3回目  |
| 九州1    | 福岡県   | 福岡大学附属大濠     | 2年ぶり14回目  | 大分県   | 藤蔭               | 2年ぶり5回目  |
| 九州2    | 沖縄県   | 中部工業             | 2年連続3回目   | 福岡県   | 中村学園女子       | 2年ぶり8回目  |
| 九州3    | 福岡県   | 九州産業大学付属九州 | 2年連続2回目   | 長崎県   | 純心女子           | 初出場        |
| 推薦     | 秋田県   | 能代工業             | 18年連続18回目 | 千葉県   | 市立船橋           | 3年ぶり2回目  |

## 試合結果

### 男子
1回戦
- 高崎商業 62 - 47 九州産業大学付属九州
- 育英 63 - 60 札幌光星
- 興誠 87 - 74 豊浦
- 初芝 88 - 60 相模工業大学附属
- 新潟工業 81 - 59 高松商業
- 土浦日本大学 94 - 86 仙台

- 中部工業 58 - 56 國學院大學久我山
- 東海大学第四 86 - 69 四日市工業
- 洛南 72 - 67 鹿沼東
- 東海工業 85 - 52 膳所
- 市立船橋 83 - 58 倉敷工業
- 仙台第二 108 - 70 西脇工業

2回戦
- 能代工業 80 - 42 高崎商業
- 興誠 87 - 65 育英
- 仙台第二 75 - 59 福岡大学附属大濠
- 市立船橋 83 - 79 東海工業

- 北陸 77 - 45 中部工業
- 洛南 92 - 63 東海大学第四
- 土浦日本大学 99 - 75 京北
- 新潟工業 86 - 73 初芝

準々決勝
- 能代工業 117 - 64 興誠
- 仙台第二 76 - 61 市立船橋
- 北陸 65 - 43 洛南
- 新潟工業 72 - 66 土浦日本大学

準決勝
- 北陸 68 - 47 仙台第二
- 能代工業 95 - 53 新潟工業

3位決定戦
- 新潟工業 60 - 45 仙台第二

決勝
- 能代工業 75 - 67 北陸

### 女子
1回戦
- 札幌静修 81 - 78 薫英
- 夙川学院 75 - 62 新居浜市立商業
- 大宮東 75 - 68 足羽
- 湯沢北 74 - 64 東亜学園
- 中村学園女子 78 - 66 市立広島商業
- 日立女子 73 - 54 八幡商業

- 星城 71 - 60 桐生女子
- 小山城南 68 - 43 長府
- 野沢南 53 - 46 藤蔭
- 明徳商業 71 - 68 札幌香蘭女子学園
- 市立沼津 39 - 36 市立船橋
- 純心女子 71 - 55 大曲

2回戦
- 富岡 73 - 57 札幌静修
- 夙川学院 57 - 43 大宮東
- 中村学園女子 64 - 56 湯沢北
- 名古屋短期大学付属 114 - 49 日立女子

- 星城 67 - 66 甲子園学院
- 小山城南 64 - 51 野沢南
- 市立沼津 84 - 59 明徳商業
- 明星学園 74 - 51 純心女子

準々決勝
- 富岡 101 - 61 夙川学院
- 名古屋短期大学付属 63 - 56 中村学園女子
- 星城 65 - 63 小山城南
- 市立沼津 47 - 45 明星学園

準決勝
- 星城 66 - 51 市立沼津
- 名古屋短期大学付属 77 - 60 富岡

3位決定戦
- 富岡 58 - 52 市立沼津

決勝
- 名古屋短期大学付属 86 - 61 星城

## 大会ベスト5
男子
- 三浦祐司 (能代工業№4・2年)※第17回大会に続き2年連続2回目
- 佐々木暢 (能代工業№5・2年)
- 佐古賢一 (北陸№4・2年)
- 村越直幸 (新潟工業№・2年)
- 阿部理 (仙台第二№・2年)

女子
- 川島由美 (名古屋短期大学付属№5・2年)
- 竹内高美 (名古屋短期大学付属№14・1年)
- 村上睦子 (星城№4・2年)
- 加藤貴子 (富岡№15・1年)
- 秋元恵 (市立沼津№・年)